# Бузька армія (Німецька імперія)
Бузька армія  (нім. Bugarmee (Deutsches Kaiserreich) — армія Імперської армії Німеччини за часів Першої світової війни.

## Історія
Бузька армія була сформована 8 липня 1915 року шляхом перейменування Південної армії зі штаб-квартирою в Лембергу. Командувачем призначався колишній командувач цієї армії генерал від інфантерії А.Лінзінген, який з 20 вересня 1915 року одночасно визначався командувачем групи армій Лінзінген.
До складу армії входили різнорідні формування. Вона взяла активну участь у битвах та боях на Східному фронті в 1915—1918 роках.

## Командування

### Командувачі
- генерал від інфантерії, з 7 квітня 1918 генерал-полковник Лінзінген Олександр (8 липня 1915 — 31 березня 1918).